# Québec (district électoral)
Québec, ou plus familièrement le comté de Québec ou Québec-comté, est un ancien district électoral provincial du Québec qui a existé de 1867 jusqu'en 1962. À son origine, et pour la plus grande partie de son existence, le district couvre le même territoire que le comté municipal de Québec, c'est-à-dire qu'il n'inclut pas le territoire de la ville de Québec.

## Liste des députés
| Années | Années      | Député                         | Parti           |
| ------ | ----------- | ------------------------------ | --------------- |
|        | 1867 - 1871 | Pierre-Joseph-Olivier Chauveau | Conservateur    |
|        | 1871 - 1873 | Pierre-Joseph-Olivier Chauveau | Conservateur    |
|        | 1873 - 1874 | Pierre Garneau                 | Conservateur    |
|        | 1874 - 1875 | Pierre Garneau                 | Conservateur    |
|        | 1875 - 1878 | Pierre Garneau                 | Conservateur    |
|        | 1878 - 1881 | David Alexander Ross           | Libéral         |
|        | 1881 - 1886 | Pierre Garneau                 | Conservateur    |
|        | 1886 - 1890 | Thomas Chase-Casgrain          | Conservateur    |
|        | 1890 - 1892 | Charles Fitzpatrick            | Libéral         |
|        | 1892 - 1896 | Charles Fitzpatrick            | Libéral         |
|        | 1897 - 1900 | Némèse Garneau                 | Libéral         |
|        | 1900 - 1901 | Némèse Garneau                 | Libéral         |
|        | 1901 - 1904 | Cyrille Fraser Delâge          | Libéral         |
|        | 1904 - 1908 | Cyrille Fraser Delâge          | Libéral         |
|        | 1908 - 1912 | Cyrille Fraser Delâge          | Libéral         |
|        | 1912 - 1916 | Cyrille Fraser Delâge          | Libéral         |
|        | 1916 - 1919 | Aurèle Leclerc                 | Libéral         |
|        | 1919 - 1923 | Aurèle Leclerc                 | Libéral         |
|        | 1923        | Aurèle Leclerc                 | Libéral         |
|        | 1924 - 1927 | Ludger Bastien                 | Conservateur    |
|        | 1927 - 1931 | Joseph-Éphraïm Bédard          | Libéral         |
|        | 1931 - 1934 | Joseph-Éphraïm Bédard          | Libéral         |
|        | 1935 - 1936 | Francis Byrne                  | Libéral         |
|        | 1936 - 1937 | Adolphe Marcoux                | Union nationale |
|        | 1937 - 1939 | Adolphe Marcoux                | Parti national  |
|        | 1939 - 1944 | François-Xavier Bouchard       | Libéral         |
|        | 1944 - 1948 | René Chaloult                  | Indépendant     |
|        | 1948 - 1952 | René Chaloult                  | Indépendant     |
|        | 1952 - 1956 | Jean-Jacques Bédard            | Libéral         |
|        | 1956 - 1960 | Émilien Rochette               | Union nationale |
|        | 1960 - 1962 | Jean-Jacques Bédard            | Libéral         |
|        | 1962 - 1966 | Jean-Jacques Bédard            | Libéral         |

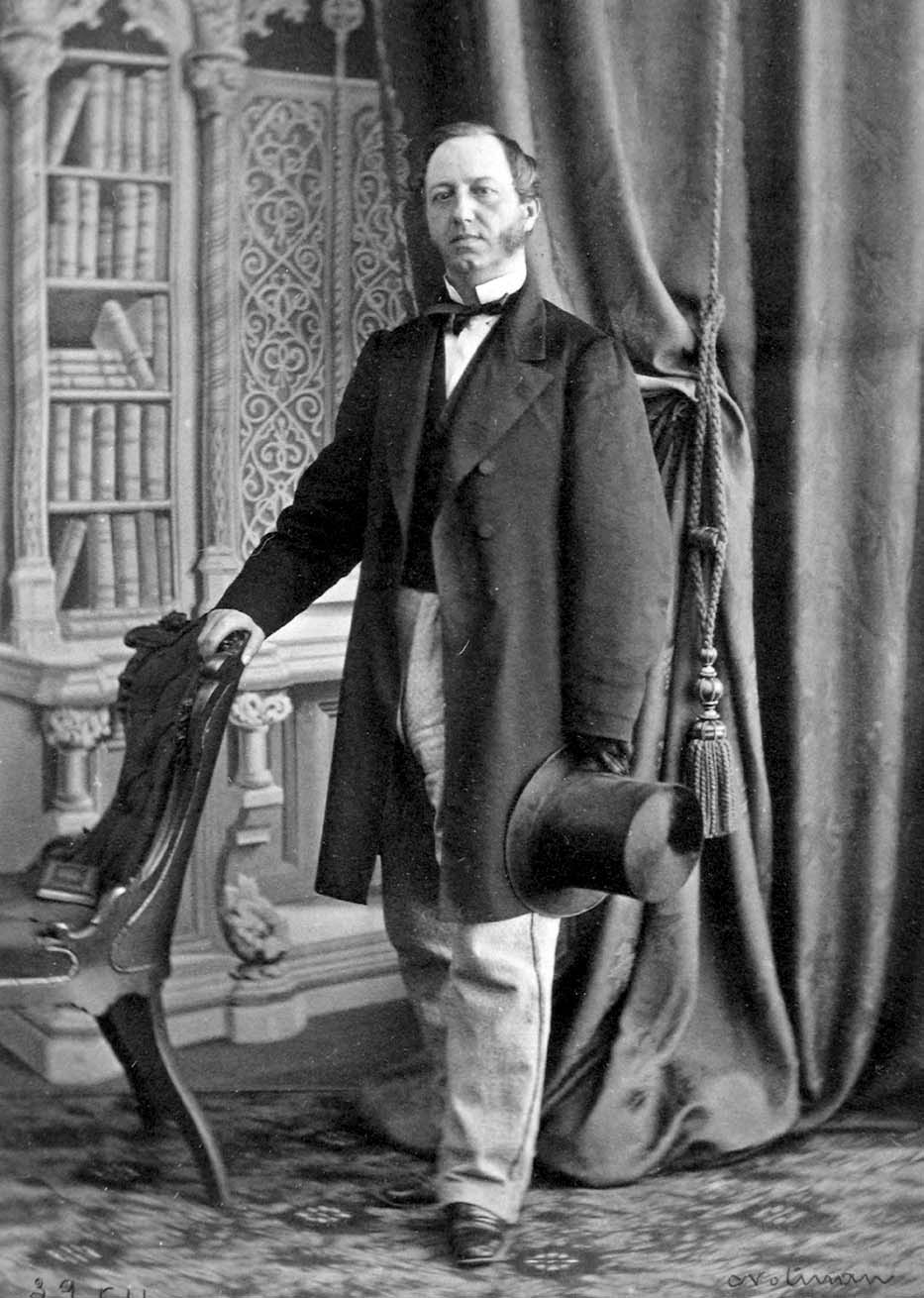
Pierre-Joseph-Olivier Chauveau, Premier ministre du Québec de 1867-1873.
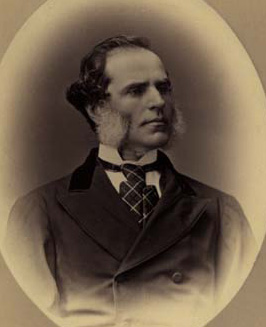
Pierre Garneau, Maire de Québec de 1870-1874.
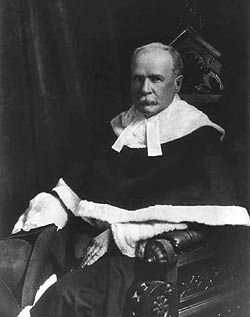
Charles Fitzpatrick, Lieutenant-Gouverneur du Québec de 1918-1923.
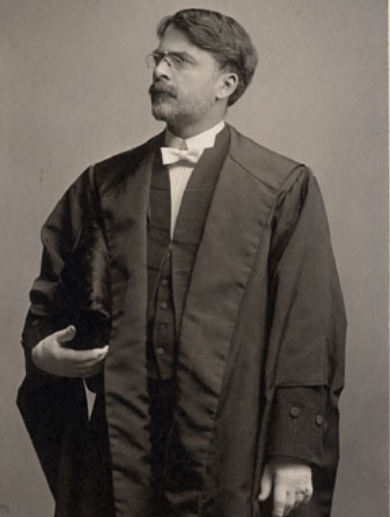
Cyrille-Fraser Delâge, député de 1901-1916.
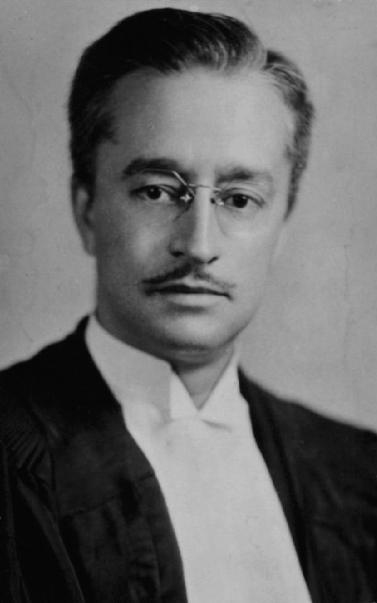
René Chaloult, député de 1944-1952, il dépose une motion en 1948 pour que le fleurdelysé devienne le Drapeau du Québec.